# 日本心理臨床学会
一般社団法人日本心理臨床学会（にほんしんりりんしょうがっかい、英語: The Association of Japanese Clinical Psychology）は、東京都千代田区有楽町二丁目10番1号　東京交通会館5階に事務局を置く日本の心理学系学会である。1982年3月22日に設立された。学会の略称は日心臨。日本学術会議協力学術研究団体、日本心理学諸学会連合加盟学会。

## 概要
日本心理臨床学会は1982年、心理臨床の業務に携わる者同士の相互の連携協力により、心理臨床科学の進歩と会員の資質向上、および身分の安定を図ることを目的として設立された。2018年（平成30年）8月31日現在の会員研究者総数は29,750名・社（正会員29,414名、名誉会員327名、賛助会員9社）に上り、臨床心理学は元より、心理学関連を含めても国内最大の学会である。
入会を許されるのは、大学院心理学系専攻の修士課程修了者、大学院心理学系専攻の大学院生、もしくは専門家相談機関において規定年数以上の臨床経験を有する者のみに限られている。加えて、既に入会し研究活動を行っている複数の会員研究者からの推薦署名も必要とされるなど、高度な専門性を担保している学術研究団体のひとつである。
なお、日本心理臨床学会は、政府諮問機関である日本学術会議において日本学術会議法第18条ならびに昭和59年5月29日日本学術会議規則第1号に基づく「日本学術会議登録学術研究団体」として登録されてきた日本国の公的学会であり、2005年の同法改正により日本学術会議登録学術研究団体制度が日本学術会議協力学術研究団体制度へと移行された後も、引き続いて「日本学術会議協力学術研究団体」として指定されている。
また、日本心理学会を始めとした日本における心理学系学会の連合体である「日本心理学諸学会連合」にも、1999年の同連合設立当初から加盟しており、理事職として参画している。

## 沿革
- 1982年（昭和57年） 日本心理臨床学会設立
- 1984年（昭和59年） 日本学術会議登録学術研究団体制度発足・登録
- 1991年（平成3年） 第1回日本心理臨床学会学会賞・日本心理臨床学会奨励賞授与
- 1999年（平成11年） 日本心理学諸学会連合設立・加盟
- 2001年（平成13年） 大学院生心理臨床研修会の拡大（年3回）開催開始
- 2005年（平成17年） 日本学術会議法改正により日本学術会議協力学術研究団体制度発足・指定
- 2008年（平成20年） 理事会・総会決議により一般社団法人としての定款作成などの準備開始
- 2009年（平成21年） 一般社団法人として法務局設立登記。会員研究者数・研究発表数など規模拡大により年次日本心理臨床学会大会の分割（春季・秋季）開催開始
- 2011年（平成23年） 東日本大震災の影響で北海道・札幌での年次春季大会の開催中止。日本臨床心理士会との協同により東日本大震災心理支援センター設立
- 2015年（平成27年） 事務所移転（本郷三丁目駅：山崎ビル→有楽町駅：東京交通会館）

## 活動内容
- 日本心理臨床学会大会（年次総会と研究発表）
- 機関誌・会報・広報誌の発行
- 理事主催の研究会、大学院生のための研究集会
- 優れた心理臨床研究に対する顕彰、国際交流
- 会員の倫理や資質の向上のための諸活動
- 心理臨床のためのカリキュラムの検討
- 会員の身分の安定をはかるための諸活動
- 日常時や非常時における心理臨床活動の支援

## 入会資格
入会資格は次の4項のいずれかに該当する者に限る。
1. 大学院研究科等において心理学または隣接諸科学を専攻した修士課程あるいは博士前期課程の修了者
2. 大学院研究科等において心理学または隣接諸科学を専攻する修士課程あるいは博士前期課程に在学する大学院生
3. 大学学部において心理学または隣接諸科学を専攻し、卒業後2年以上の心理臨床経験を有する者
4. 上記以外で、8年以上の心理臨床経験を有し、かつ心理臨床学的業績の顕著な者と認められた者

専攻名は、心理学研究科や心理学部に限らず、人間科学、児童学、特殊教育学などを専攻名に冠した研究科・学部であっても、カリキュラム構成や取得単位により心理学または心理学隣接諸科学を修めたことが証明できれば入会が認められる。ただし、短期大学や専門学校における専攻は一切認められない。なお、「心理臨床経験」と認められるのは、下記の専門家相談機関における臨床実務経験である。
- 学校、適応指導教室、サポートセンターなど
- 精神科、神経科、小児科、心療内科、老人保健施設、国立療養所身障児病棟、精神保健福祉センターなど
- 児童相談所、身体障害者更生相談所、知的障害者更生相談所、障害児（者）センター、女性相談センターなど
- 家庭裁判所
- 少年鑑別所、少年院など
- 大学保健管理センター、大学学生相談センター、心理教育相談所など

## 学会賞
- 日本心理臨床学会賞
- 日本心理臨床学会奨励賞

## 歴代理事長
| 代数 | 氏名     | 所属                     |                              |
| ---- | -------- | ------------------------ | ---------------------------- |
| 初代 | 成瀬悟策 | 九州大学                 | 1983年（昭和58年）04月10日〜 |
| 2代  | 河合隼雄 | 京都大学                 | 1985年（昭和60年）11月03日〜 |
| 3代  | 河合隼雄 | 京都大学                 | 1988年（昭和63年）11月03日〜 |
| 4代  | 村瀬孝雄 | 学習院大学               | 1991年（平成3年）10月27日〜  |
| 5代  | 河合隼雄 | 国際日本文化研究センター | 1994年（平成6年）11月06日〜  |
| 6代  | 鑪幹八郎 | 京都文教大学             | 1997年（平成9年）11月02日〜  |
| 7代  | 河合隼雄 | 国際日本文化研究センター | 2000年（平成12年）11月05日〜 |
| 8代  | 鑪幹八郎 | 京都光華女子大学         | 2003年（平成15年）11月03日〜 |
| 9代  | 鶴光代   | 跡見学園女子大学         | 2006年（平成18年）10月17日〜 |

## 一般社団法人における歴代理事長
| 代数 | 氏名     | 所属             |                             |
| ---- | -------- | ---------------- | --------------------------- |
| 初代 | 鶴光代   | 跡見学園女子大学 | 2009年（平成21年）4月1日〜  |
| 2代  | 鶴光代   | 跡見学園女子大学 | 2010年（平成22年）5月23日〜 |
| 3代  | 鶴光代   | 東京福祉大学     | 2012年（平成24年）5月26日〜 |
| 4代  | 野島一彦 | 跡見学園女子大学 | 2014年（平成26年）5月18日〜 |
| 5代  | 鶴光代   | 東京福祉大学     | 2016年（平成28年）5月22日〜 |
| 6代  | 田中新正 | 大分大学         | 2018年（平成30年）5月27日〜 |

## 役員一覧
2018年（平成30年）5月27日〜
| 役職     | 氏名 |
| -------- | --- |
| 理事長   | 田中新正 |
| 副理事長 | 井村修 |
| 常任理事 | 青木紀久代 岩壁茂 奥村茉莉子 葛西真記子 窪田由紀 小林哲郎 杉江征 鶴光代 針塚進 横山知行                                                                                     |
| 理事     | 石川悦子 乾吉佑 岩倉拓 内田利広 江口昌克 緒方登士雄 岡田康伸 岡本祐子 川畑直人 奇恵英 桑原知子 香野毅 清水良三 髙橋靖恵 津川律子 辻井正次 西井克泰 元永拓郎 山本力 吉川眞理 |
| 監事     | 野島一彦 平野学 |

## 叙勲・褒章受章会員

### 受勲者
| 年次   | 氏名     | 勲章名       |
| ------ | -------- | ------------ |
| 2001年 | 成瀬悟策 | 勲二等瑞宝章 |
| 2006年 | 佐藤修策 | 瑞宝重光章   |
| 2006年 | 澤田秀一 | 瑞宝中綬章   |
| 2007年 | 樋口和彦 | 瑞宝中綬章   |
| 2007年 | 前田重治 | 瑞宝中綬章   |
| 2010年 | 石川啓   | 瑞宝重光章   |
| 2010年 | 末永清   | 瑞宝中綬章   |
| 2010年 | 鈴村金彌 | 瑞宝中綬章   |
| 2012年 | 野村勝彦 | 瑞宝中綬章   |
| 2012年 | 水島恵一 | 瑞宝中綬章   |
| 2013年 | 増田實   | 瑞宝中綬章   |
| 2016年 | 鑪幹八郎 | 瑞宝中綬章   |

### 顕彰者
| 年次   | 氏名     | 顕彰名     |
| ------ | -------- | ---------- |
| 2000年 | 河合隼雄 | 文化功労者 |

## 刊行物
- 『心理臨床学研究 - Journal of Japanese Clinical Psychology』（年6回）
- 『日本心理臨床学会報』（年4回）
- 『心理臨床の広場』（年2回）
- ENGLISH JOURNAL 『Online Journal of Japanese Clinical Psychology』